# PERI
PERI è una società multinazionale tedesca, fondata da Artur Schwörer nel 1969, uno dei maggiori produttori al mondo di casseforme e impalcature.

## Storia
Nel 1969 Artur Schwörer e la moglie Christl fondano l’azienda PERI a Weißenhorn, con l'idea di fornire sistemi di casseforme che fossero più semplici e sicuri da utilizzare. Il nome stesso indica la vocazione dell'impresa: PERI infatti è un prefisso del greco antico che significa “intorno” e rimanda sia alla cassaforma che circonda il calcestruzzo, sia all'impalcatura che avvolge un edificio.
Il primo prodotto dell'azienda è stata la trave in legno ad anima piena T 70 V, caratterizzata da una elevata capacità portante e da un nodo di collegamento brevettato. Nel 1984 fu sostituita dalla trave GT 24. Il sistema di ripresa autosollevante ACS (Automatic Climbing System), lanciato nel 1989, ha rappresentato un vero e proprio traguardo di meccanica intelligente. Il sistema è stato utilizzato per realizzare edifici alti senza ricorrere alla gru di sollevamento. Agli inizi degli anni ottanta, PERI fu tra le prime società ad utilizzare l'alluminio come materiale per i sistemi di costruzione. L'uso dell'alluminio divenne poi sempre più diffuso nel campo dell'edilizia grazie al vantaggio dovuto alla riduzione in peso del 20%, vantaggio che ha reso più agevole il disarmo manuale delle strutture dopo il getto. 

## Panoramica dei prodotti
PERI è nota in tutto il mondo per la produzione di innovativi sistemi di casseforme e impalcature, l’elaborazione di soluzioni ingegneristiche su misura, l'offerta di servizi tecnici, commerciali, logistici.
La gamma dei prodotti comprende:
- Casseforme per pareti
- Casseforme per pilastri
- Casseforme per solai
- Sistemi di ripresa
- Casseforme per ponti e gallerie
- Moduli di cassaforma 3D
- Casseforme autosollevanti
- Puntelli
- Impalcature di sostegno
- Impalcature di servizio
- Ponteggi di facciata
- Sistemi di accesso
- Impalcature di protezione
- Pannelli in legno di rivestimento
- Software (PERI CAD, PERI ELPOS)
- Travi per casseforme
- Disarmanti
- Sistemi di ancoraggio

## Progetti
Alcuni esempi di progetti realizzati con soluzioni PERI:
- Ponte sull'Øresund, tra Danimarca e Svezia - casseforme ad avanzamento per la costruzione di un tunnel monolitico
- Viadotto di Millau, Francia – la più alta pila da ponte al mondo (245 m).
- Museo Mercedes-Benz, Stoccarda, Germania – museo dell'automobile.
- Mega Bridge, Bangkok, Thailandia – 4 pile da ponte con altezza 170 m.
- Turning Torso, Malmö, Svezia – grattacielo progetto dall'architetto spagnolo Santiago Calatrava.
- La Torre Agbar, Barcellona, Spagna – grattacielo da 142 m altezza
- Canale di Panama, Panama - canale lungo 80 km tra Pacifico e Atlantico
- Trump International Hotel&Tower - Chigaco
- Auditorio de Tenerife

Alcuni esempi di progetti realizzati in Italia con soluzioni PERI:
- Museo nazionale delle arti del XXI secolo (MAXXI) a Roma
- Bosco Verticale a Milano - progetto firmato dall'architetto Stefano Boeri e vincitore nel 2014 dell'International Highrise Award del Museo di Architettura di Francoforte Archiviato il 2 marzo 2017 in Internet Archive.
- Torre Generali a Milano - nuova sede del Gruppo Generali Assicurazioni, progettata dall'architetto Zaha Hadid
- Palazzo Italia - Expo Milano 2015 - progettato dello studio Nemesi&Partners
- Centro congressi "Nuvola" - Roma, progettato dall'architetto Massimiliano Fuksas
- Parco della Musica e della Cultura - Firenze, progettato dallo studio ABDR Architetti Associati
- Restauro del Teatro La Scala di Milano - periodo: 2002 - 2004, architetto Mario Botta
- Nuovo Viadotto Genova San Giorgio - periodo: 2018-2020, architetto Renzo Piano